# Playa de Portocelo
La playa de Portocelo es una playa gallega situada en el municipio de Marín en la provincia de Pontevedra, España. Tiene una longitud de 350 metros y está situada en la orilla meridional de la ría de Pontevedra, a 7 kilómetros de Pontevedra capital.

## Descripción
Es una playa rectilínea de la ría de Pontevedra muy cerca del casco urbano de Marín. Está conectada con la playa de Mogor por un paseo que atraviesa el bosque de pinos y eucaliptos que las separa.La arena es blanca y fina y se encuentra resguardada de los vientos,con aguas tranquilas ideales para la práctica de deportes acuáticos: esquí acuático, vela, moto acuática, windsurf y patín de pedales.
Ondea en ella la bandera azul. La parte posterior que  bordea el paseo que la rodea está amurallada.

## Acceso
Desde Pontevedra, se cogen las autovías costeras PO-12 y PO-11 en dirección a Marín. En Marín se toma la carretera PO-551 y al final del recinto vallado de las instalaciones de la escuela naval, la pequeña carretera que conduce a las playas.

## Galería

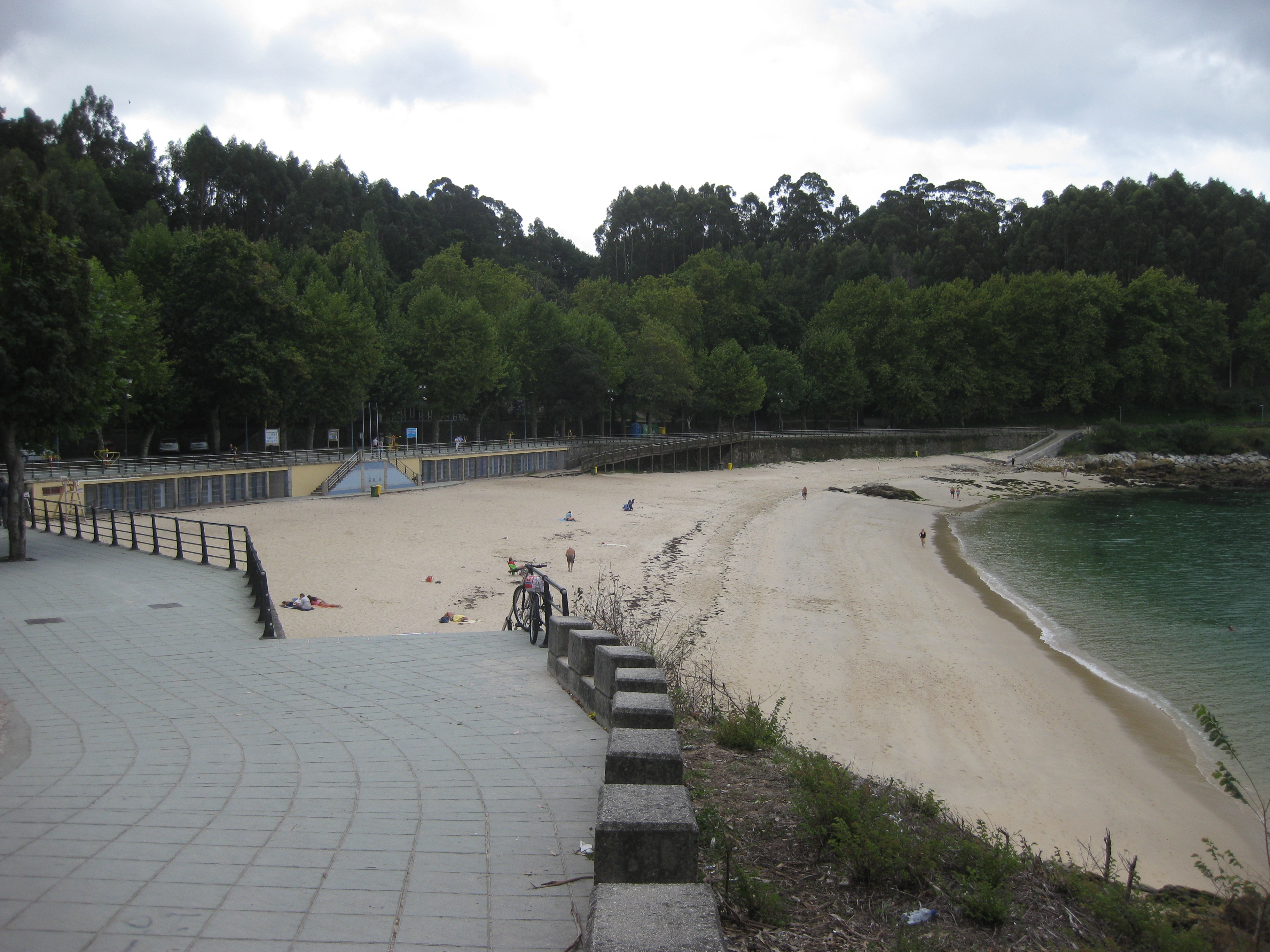
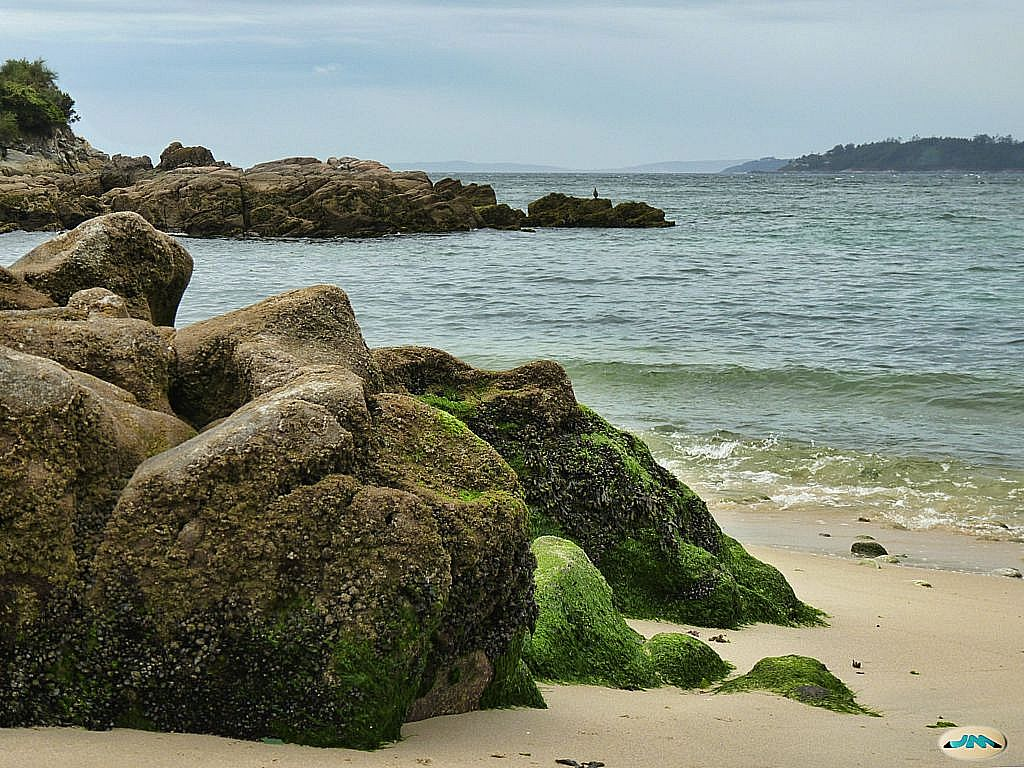
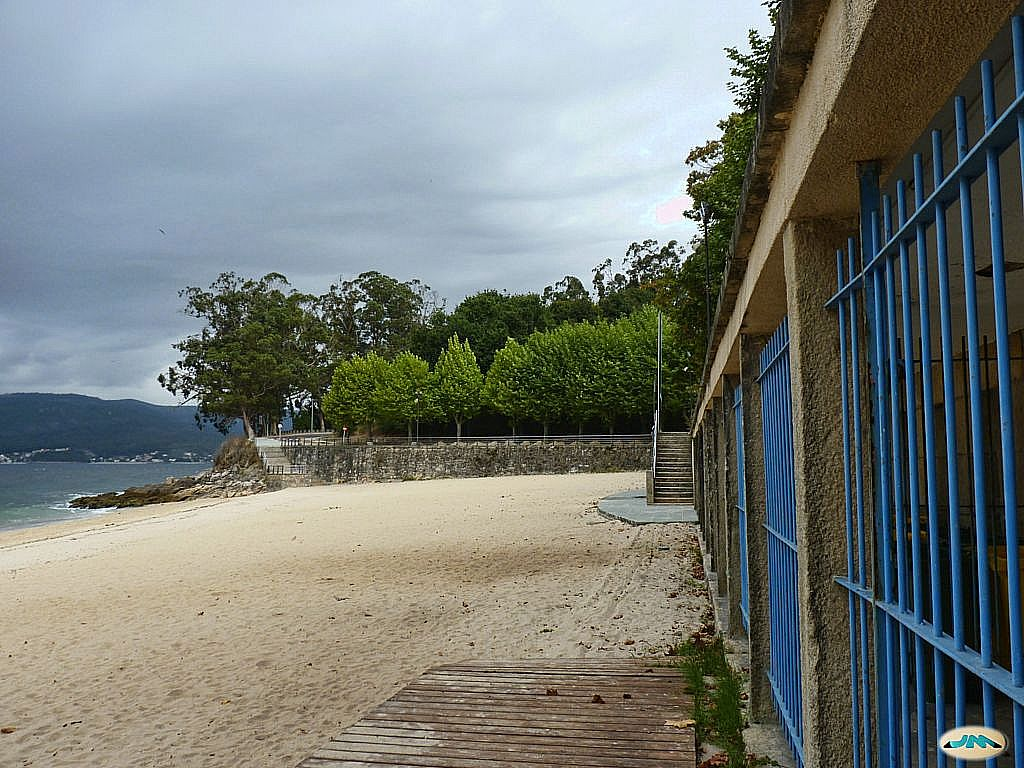
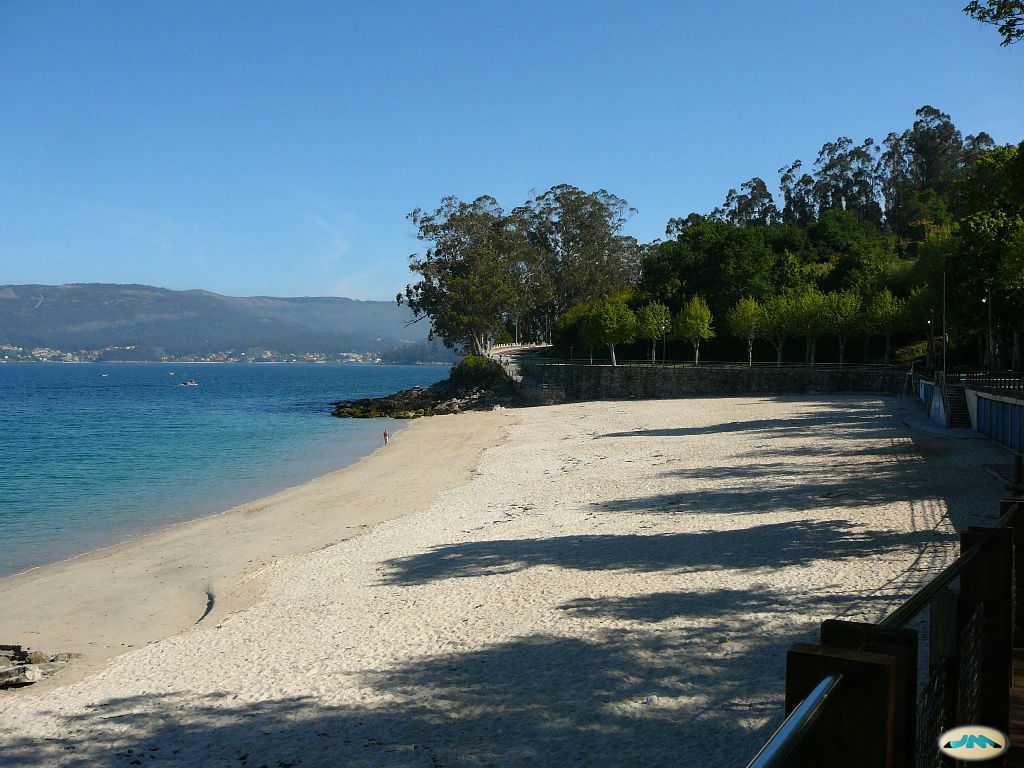
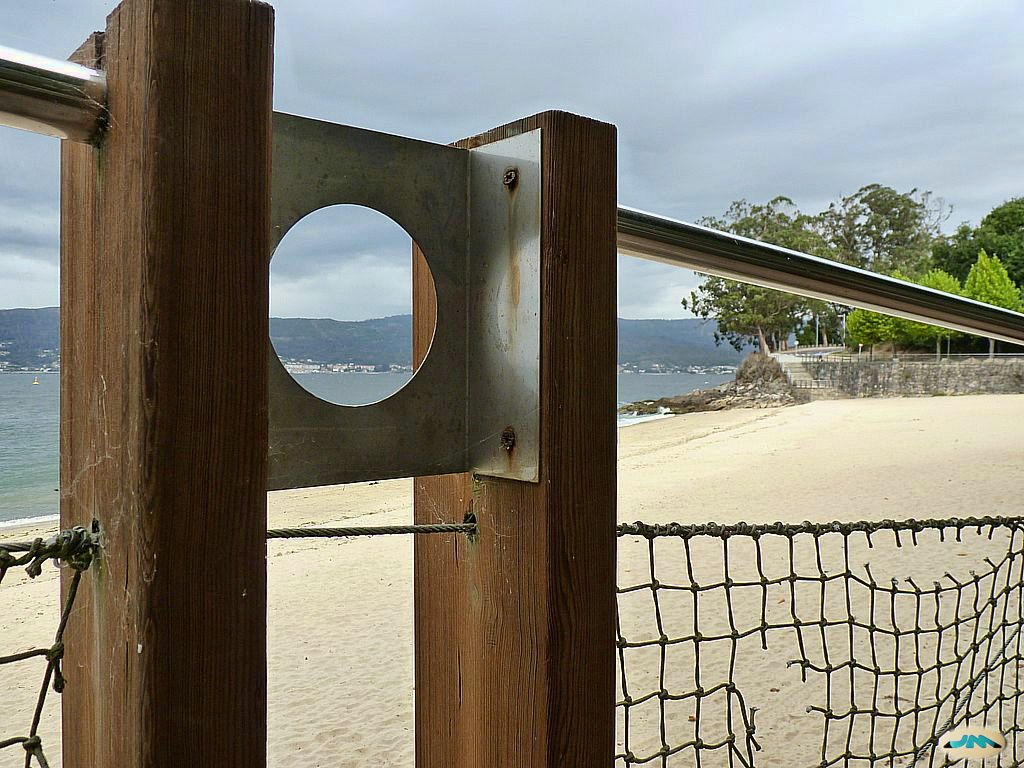
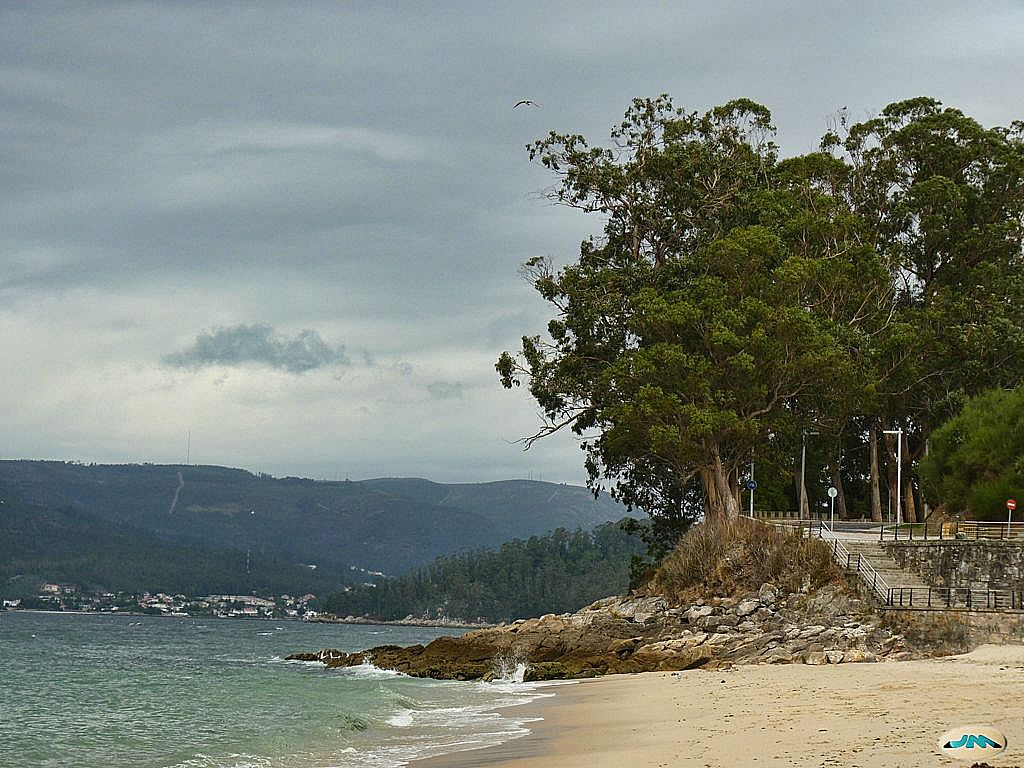
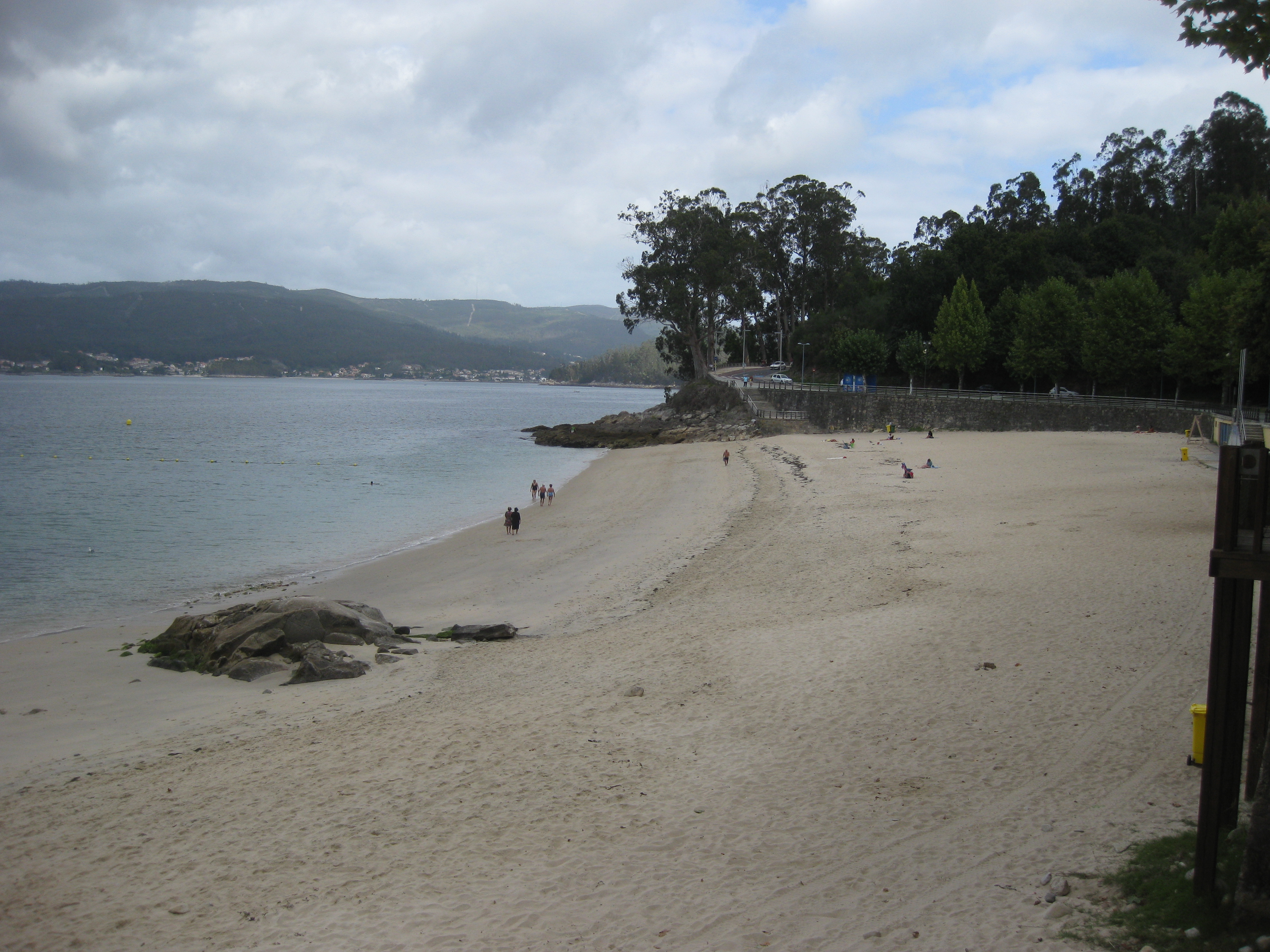
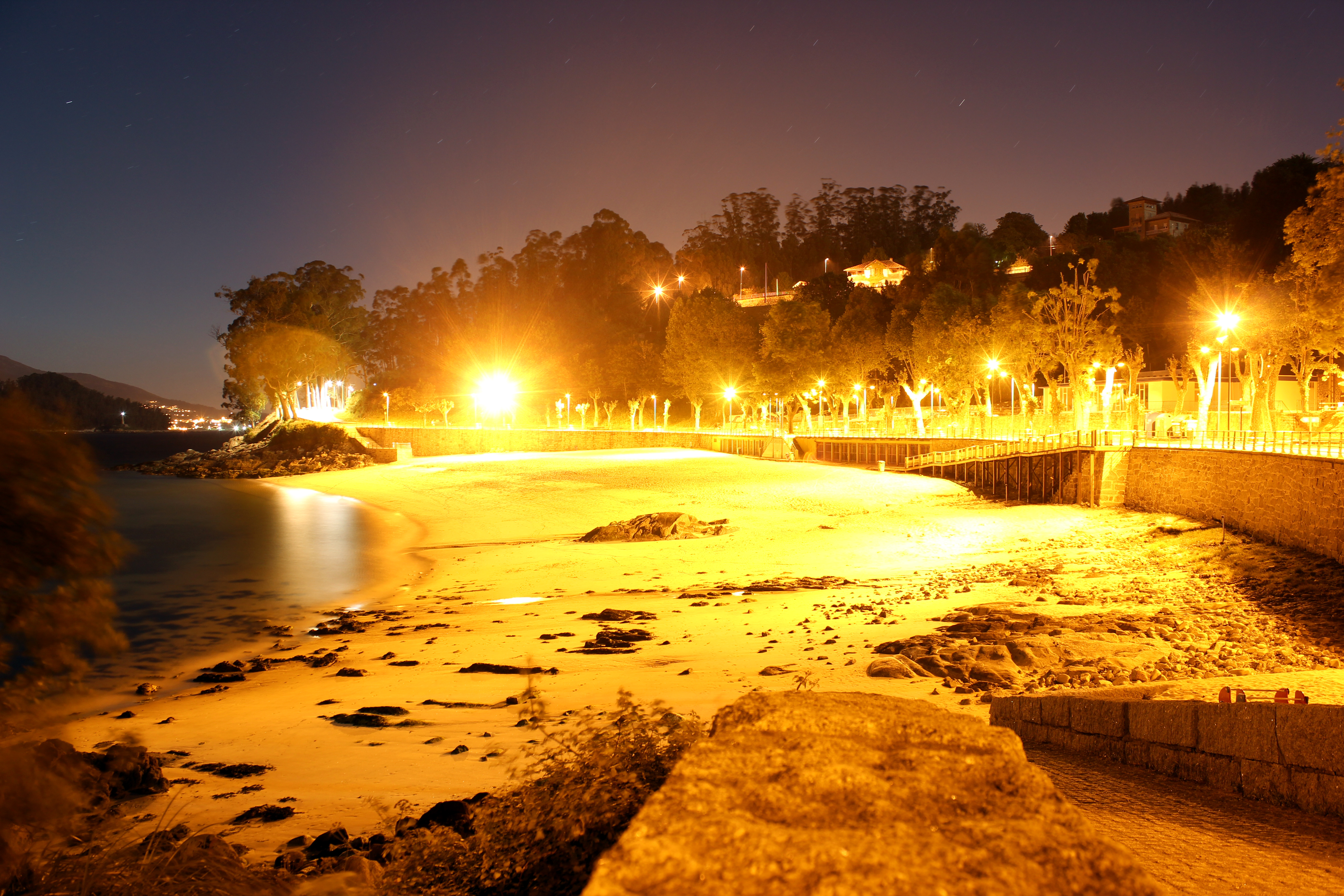
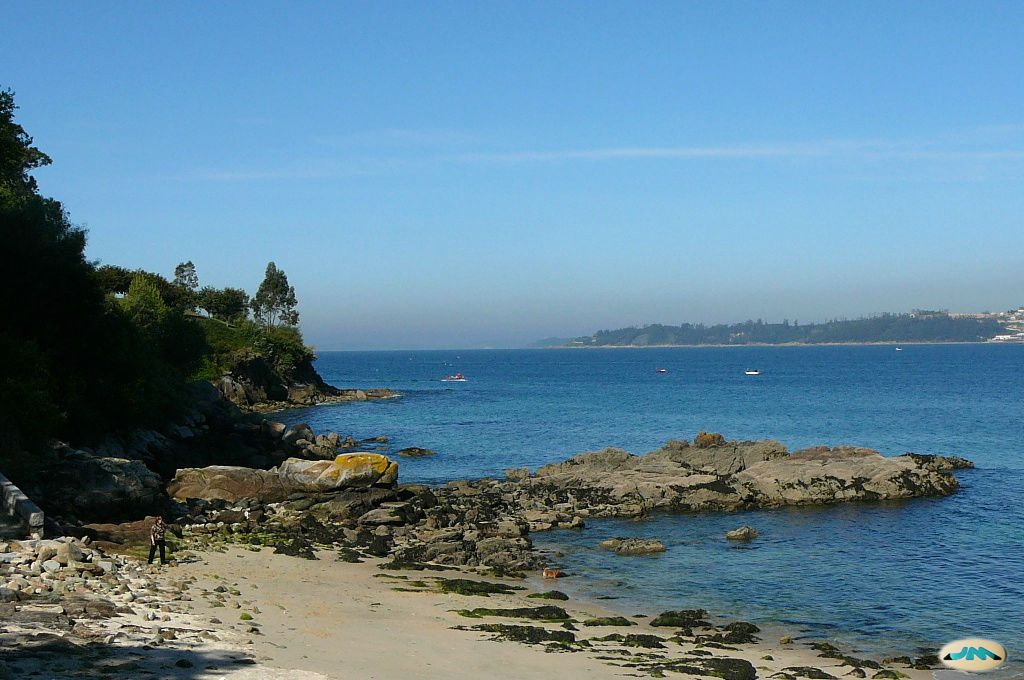